# Serica stygia
Serica stygia är en skalbaggsart som beskrevs av Dawson 1933. Serica stygia ingår i släktet Serica och familjen Melolonthidae. Inga underarter finns listade i Catalogue of Life.